# SN 2009eq
SN 2009eq – supernowa typu Ia odkryta 11 maja 2009 roku w galaktyce NGC 6686. W momencie odkrycia miała maksymalną jasność 18,20m.